# Calantica lucida
Calantica lucida är en videväxtart som beskrevs av Sc. Elliot. Calantica lucida ingår i släktet Calantica och familjen videväxter. Inga underarter finns listade i Catalogue of Life.